# Baron Robertson of Oakridge
Baron Robertson of Oakridge, of Oakridge in the  County of Gloucester, ist ein erblicher britischer Adelstitel in der Peerage of the United Kingdom.

## Verleihung und nachgeordnete Titel
Der Titel wurde am 29. Juni 1961 für Sir Brian Robertson, 2. Baronet, geschaffen. Dieser war ein berühmter Militär, der unter anderem Mitglied des Alliierten Kontrollrats in Deutschland gewesen war. Ferner leitete er viele Jahre die British Transport Commission, in der die staatlichen öffentlichen Verkehrsmittel einschließlich Häfen und Binnenwasserstraßen zusammengefasst waren.
Der 1. Baron hatte bereits 1933 von seinem Vater, Feldmarschall William Robertson, der von 1915 bis 1918 Chef des Imperialen Generalstabes gewesen war, den Titel Baronet, of Welbourne in the County of Lincoln, geerbt, der diesem am 4. Oktober 1919 in der Baronetage of the United Kingdom verliehen worden war. Die Baronetswürde ist heute ein nachgeordneter Titel des jeweiligen Barons.

## Liste der Robertson Baronets und Barone Robertson of Oakridge

### Robertson Baronets, of Welbourne (1919)
- Sir William Robertson, 1. Baronet (1860–1933)
- Sir Brian Robertson, 2. Baronet (1896–1974) (1961 zum Baron Robertson of Oakridge erhoben)

### Barone Robertson of Oakridge (1961)
- Brian Robertson, 1. Baron Robertson of Oakridge (1896–1974)
- William Robertson, 2. Baron Robertson of Oakridge (1930–2009)
- William Robertson, 3. Baron Robertson of Oakridge (* 1975)

Aktuell existiert kein Titelerbe.